# Другая женщина (фильм, 1988)
«Другая женщина» (англ. Another Woman) — художественный фильм режиссёра Вуди Аллена, вышедший на экраны в 1988 году.
В 1989 году фильм был номинирован на премию «Давид ди Донателло» за лучшую режиссуру зарубежного фильма.

## Сюжет
Марион Пост 50 лет, она профессор философии, живёт с мужем Кеном размеренной и спокойной жизнью. Чтобы спокойно работать над книгой, она снимает квартиру в Нью-Йорке. Вскоре она обнаруживает, что может слышать разговоры в соседнем помещении, где психоаналитик принимает клиентов. Одной из таких клиенток является женщина в состоянии глубокой депрессии. Знакомство с её историей заставляет героиню фильма переоценить собственную жизнь, отношения с мужем, родственниками и близкими людьми.

## В ролях
- Джина Роулэндс — Марион Пост
- Миа Фэрроу — Хоуп
- Иэн Холм — Кен Пост
- Блайт Даннер — Лидия
- Джин Хэкмэн — Ларри Льюис
- Бетти Бакли — Кэти
- Марта Плимптон — Лора
- Сэнди Деннис — Клер
- Харрис Юлин — Пол
- Филип Боско — Сэм
- Джон Хаусман — отец Марион
- Фрэнсис Конрой — Линн